# Clima de Galicia
El clima de Galicia sufre una progresión entre una predominancia del clima oceánico puro –con tendencia a un repartimiento homogéneo anual de las precipitaciones– y zonas climáticas que pueden ser consideradas como suboceánicas y que también fueron caracterizadas como de tendencia mediterránea, pero que sería más correcto llamar subtropicalizadas, ya que la estacionalidad pluviométrica en Galicia está controlada, en buena medida, por la componente climática subtropical.
La distribución espacial de las temperaturas presenta una variación costa-interior, relacionada con la presencia del océano Atlántico -que tiene un efecto de regulador térmico en las zonas costeras e incluso en zonas más interiores-, y otro norte-sur, que hay que poner en relación con balance anual entre las componentes climáticas temperada y subtropical.

### Temperatura
El territorio gallego tiene una temperatura media anual ponderada de 13,3 °C. Durante el invierno la temperatura media es de 8,6 °C, la de primavera de 15 °C, la del verano de 29 °C y la del otoño de 11 °C. Es, por lo tanto, en el primer tercio del año (meses de enero a marzo) cuando se registran los valores más bajos de temperatura para la mayor parte de Galicia. Las provincias atlánticas –La Coruña y Pontevedra– muestran temperaturas medias ponderadas anuales más elevadas, ligeramente superiores a los 14 °C y de la orden de 1 a 2 °C más altas en el caso de Lugo y Orense, respectivamente. A lo largo de las estaciones el contraste térmico es máximo para el inverno, con 2,7 °C de diferencia entre las temperaturas medias ponderadas de Orense y La Coruña, seguido del otoño, con 2,4 °C, y del verano, con 1,8 °C. La primavera es la estación con menor contraste interprovincial, de 1,4 °C, con mínimo ponderado de 14,2 °C en Orense y un máximo de 15,6 °C en Pontevedra. Los valores medios normalizados van desde mínimos por debajo de los 6 °C en las montañas de las sierras orientales y sudorientales (Los Ancares y El Eje), hasta máximos superiores a los 15 °C en las áreas costeras a baja altitud, especialmente en las Rías Bajas. En general, las temperaturas marcan un efecto diagonal NW-SE de disminución de las mismas, es decir, se podría trazar una línea desde Tuy hasta Ribadeo que diferenciaría dos zonas principales climáticas en Galicia, una con temperaturas más suaves (la costa) y otra con temperaturas más continentales (el interior).

### Precipitaciones
Un porcentaje considerable de las lluvias recogidas se producen en el semestre otoño-inverno, período en el que resulta frecuente que se establezca una anomalía negativa del campo de presión sobre el Atlántico norte. Esta situación permite el establecimiento de dispositivos circulatorios de naturaleza diversa, capaces de vehicular flujos húmidos de componente oesudoeste. En todo caso, hay que subrayar que la abundancia y variabilidad espacial y temporal de la precipitación no puede explicarse satisfactoriamente solo bajo presupuestos de la dinámica atmosférica, ya que el noroeste peninsular está situado en el extremo meridional del recorrido habitual de las perturbaciones asociadas a los vientos del oeste, por lo que, en teoría, sus volúmenes anuales deberían ser sensiblemente inferiores a los que realmente son registrados. Es el factor orográfico el que desempeña un papel fundamental en un doble sentido.

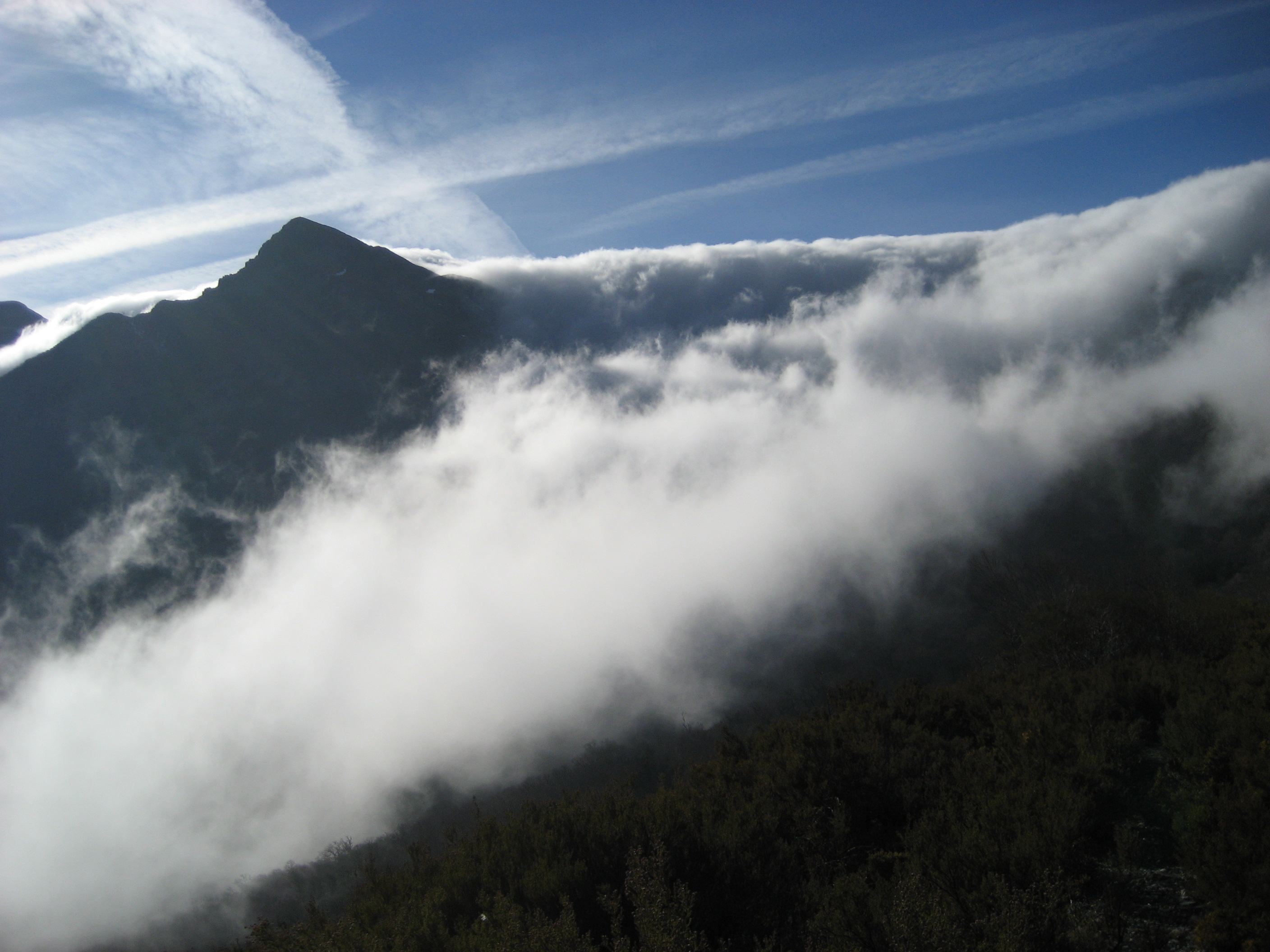
Os Ancares constituye una barrera orográfica para los frentes que se adentran en la península.

En primer lugar, como intensificador de la descarga hídrica asociada a los sistemas frontales a través de los ascensos forzados de los relieves. Y en segundo lugar, a través de la diversidad altimétrica, la orientación y la exposición de los obstáculos montañosos, como condicionantes del desigual repartimiento espacial de las precipitaciones en el conjunto del territorio gallego.

#### Precipitaciones medias ponderadas
Galicia tiene una media ponderada de precipitaciones de 1180 mm, con valores que van desde mínimos próximos a los 500-600 mm en el valle del Miño-Sil, hasta máximos superiores a los 1800-2000 mm en las sierras litorales (A Barbanza, A Groba) y la dorsal gallega (O Suído, Faro de Avión). Según la época del año las estaciones más lluviosas son, por orden, el otoño -con 407 mm recogidos y el 35% de las precipitaciones anuales acumuladas-, el invierno -337 mm (28%)-, la primavera 280 mm (24%)- y el verano -con 156 mm (13 %)-. En general, la distribución espacial de las precipitaciones en el territorio galaico es bastante compleja, en parte debido a la orografía gallega. En conjunto es la provincia de Pontevedra la que recoge una mayor precipitación anual, seguida de La Coruña y Lugo, mientras que en Orense los valores son más bajos. 

#### Distribución
En porcentaje, el 25% del territorio galaico presenta medias anuales que no llegan a los 1000 mm, mientras en un 5% de la superficie la precipitación es superior a los 1600 mm y tan solo en un 2% es inferior a los 600 mm. 
La media dominante es la de 1000-1200 mm -cerca del 30% del territorio-, extendiéndose principalmente por la costa del nordeste , desde el golfo Ártabro hasta la desembocadura del río Eo en la frontera con Asturias. Incluye también la mayor parte del interior de la provincia de Lugo, y algunos sectores de altitud media en la provincia de Orense. Después se encuentran los 800-1000 mm y 1200-1400 mm, con 22% (A Terra Chá, Monforte, A Limia) y 23% (altitudes bajas y medias de las provincias da Coruña e Pontevedra) de la superficie respectivamente. Destaca la marcada disminución da precipitación en los sectores interiores de Galicia, relacionada con papel que cumplen las formas del relieve. En la dorsal, precipitaciones superiores a los 1800 mm ocurren a altitudes medias (600-700 m), mientras que en el interior estos valores solo se alcanzan en cotas superiores a los 1500-1600 m en la sierra de Ancares y por encima de los 1700 m en la sierra de Queija, mientras que en la sierra del Eje la precipitación anual queda muy lejos de estos valores, incluso en las cotas más elevadas.